# Сикосана, Джерри
Дже́рри Сикоса́на (англ. Jerry Sikhosana; род. 8 июня 1969, Тембиса, Гаутенг) — южноафриканский футболист, выступавший на позиции нападающего. Участник чемпионата мира 1998 года в составе национальной сборной ЮАР.

## Клубная карьера
Во взрослом футболе Сикосана дебютировал в 1991 году выступлениями за команду «Джайант Блэкпул». В следующем году перешёл в «Витбанк Эйсиз», а ещё через два года стал игроком «Орландо Пайретс» несмотря на то, что болел за принципиального соперника клуба «Кайзер Чифс». Он провёл в команде из пригорода Йоханнесбурга следующие пять сезонов своей игровой карьеры и стал одной из легенд клуба. В составе «Орландо Пайретс» был одним из главных бомбардиров команды со средней результативностью на уровне почти 0,4 гола за игру первенства. В 1994 году он стал чемпионом ЮАР, а в 1995 году помог своему клубу впервые в истории выиграть Африканский Кубок чемпионов, забив решающий гол в ответном финальном матче против «АСЕК Мимозас». Также Сикосана известен тем, что он является одним из трёх игроков, отличившихся хет-триком в дерби «Орландо Пайретс»—«Кайзер Чифс». Это произошло в матче кубка ЮАР, завершившемся со счётом 4:1.
В 1999 году перешёл в клуб Первой лиги Китая «Юньнань Хунта», однако покинул его уже через 2 месяца из-за споров по поводу подписного бонуса. После этого вернулся на родину, где в следующем сезоне защищал цвета клуба «Амазулу». Помимо Сикосаны клуб также подписал нападающего национальной сборной Поллена Ндланья, однако это не помогло ему избежать вылета из чемпионата, а сам футболист отличился лишь раз в семи играх сезона. В начале сезона 2000/2001 Сикосана вернулся в «Орландо Пайретс», в составе которого стал чемпионом ЮАР и обладателем Кубка Восьми. В 2001 году перешёл в клуб чемпионата ЮАР «Тембиса Клэссик».
Завершил игровую карьеру в команде первого дивизиона «Сити Шаркс» (Йоханнесбург), за которую выступал на протяжении 2002—2003 годов.

## Карьера в сборной
В 1996 году Сисокана дебютировал в официальных матчах в составе национальной сборной ЮАР в товарищеском матче против Кении (1:1). В течение карьеры в национальной команде, которая длилась 3 года, провёл в её форме 10 матчей.
В составе сборной был участником чемпионата мира 1998 года в Франции, где вышел на поле в финальном матче группового этапа против Саудовской Аравии (2:2). Этот матч стал последним для Сикосаны в футболке национальной сборной.

## После футбола
После завершения карьеры Сикосана работал тренером во втором дивизионе ЮАР и помог раскрыться таланту Табо Матлаба и Теко Модисе. В 2021 году стал владельцем клуба второго дивизиона «Блю Лайонз».

## Достижения
Орландо Пайретс
- Национальная футбольная лига[англ.]: 1994
- Лига чемпионов КАФ: 1995
- Суперкубок КАФ: 1996
- Кубок ЮАР: 1996
- Кубок Восьми (3): 1993, 1996, 2000
- Чемпион ЮАР: 2000/2001